# Frederick Roberts, 1:e earl Roberts

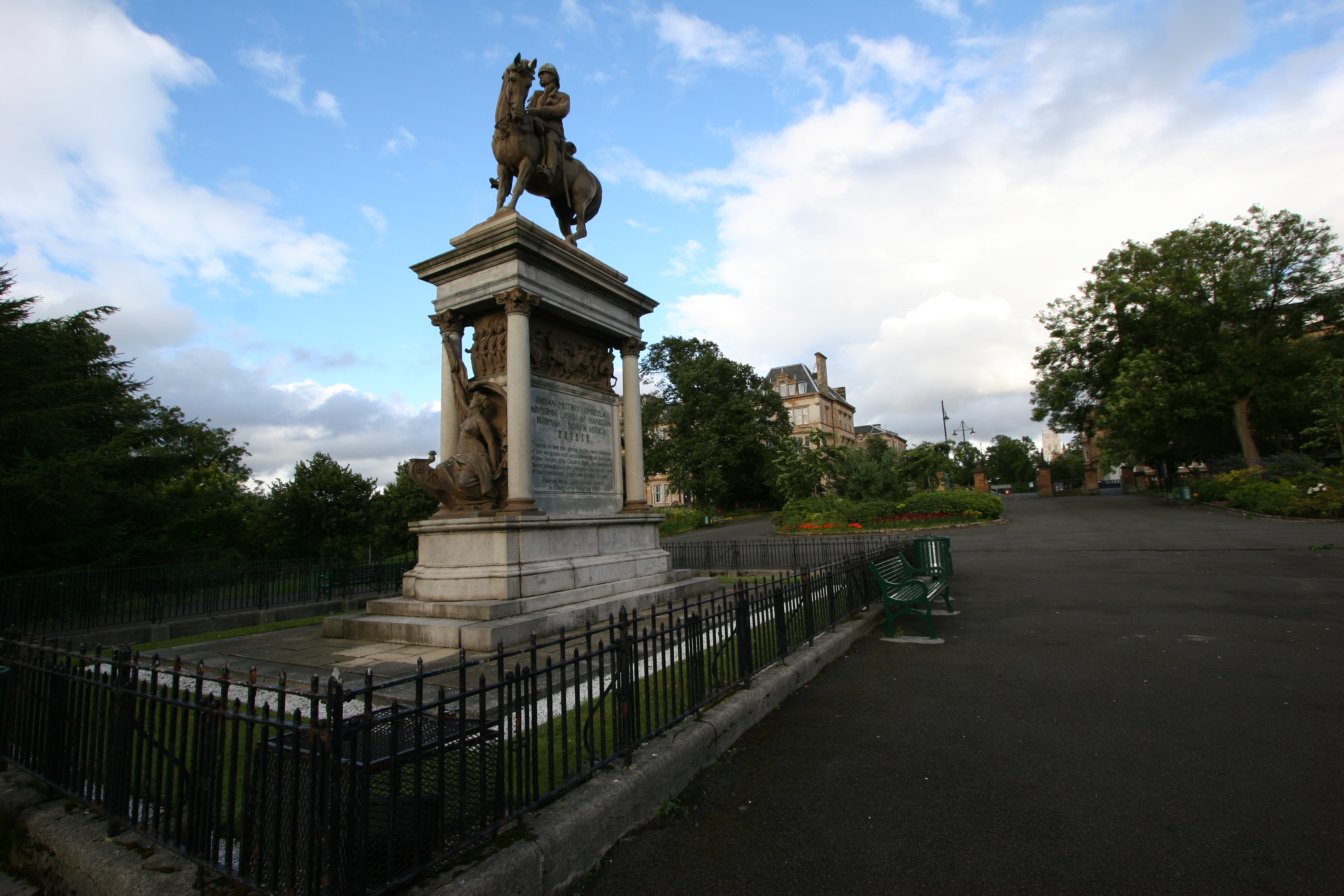
Minnesmärke över Lord Roberts i Glasgow.

Frederick Sleigh Roberts, 1:e earl Roberts, född 30 september 1832 i Cawnpur i nordvästra Indien, död 14 november 1914 i Saint-Omer i norra Frankrike, var en brittisk fältmarskalk, näst äldste son till generalen sir Abraham Roberts.

## Början
Roberts genomgick Eton och krigsskolan i Sandhurst (England) och utnämndes 1851 till underlöjtnant vid bengaliska artilleriet. Befordrad till löjtnant 1857, deltog han, anställd i högste befälhavarens stab, i kuvandet av det stora indiska upproret 1857-1859, varunder han utmärkte sig i en mängd strider. 1860 blev han kapten och erhöll samma år majors värdighet. Även närmast följande år deltog han, fortfarande i egenskap av stabsofficer, med utmärkelse i flera expeditioner mot upproriska stammar, huvudsakligen i nordvästra Indien. 1867-1868 tillhörde han den mot Abessinien utsända expeditionskåren (under general Napier).

## Marschen mot Kandahar
1871-1872 deltog han i fälttåget mot Sushai i nordöstra Indien. 1875 utnämndes han till generalkvartermästare vid indiska armén och överste. Under kriget i Afghanistan 1878 förde han befälet över den kolonn, som genom Kuram-passet framträngde mot Kabul, varvid han genom en djärv operation kringgick afghanernas starka ställning vid Peiwar Kotal i hans väg. Senare på året utnämnd till generalmajor och arméchef, ledde han de operationer, som medförde huvudstadens fall. Under krigets fortsättning opererade han med skicklighet och kraft mot Muhammed Jakub Khan. Särskilt berömd är Roberts marsch 8-31 augusti 1880 med en till 10 000 man uppgående armé från Kabul till Kandahar, varvid 320 engelska mil tillryggalades på 23 dagar under de mest prövande väderleksförhållanden, vilken operation ledde till sistnämnda fästnings undsättning och krigets avslutande. Han erhöll då till belöning
baronetvärdighet.

## Kriget i Burma
1881 utnämndes Roberts till guvernör i Natal och överbefälhavare för den mot boerna kämpande brittiska hären i Sydafrika, men hann aldrig tillträda denna befattning, eftersom fred redan var sluten vid hans ankomst till krigsskådeplatsen. Han återvände då till Indien, där han, efter att 1883 ha utnämnts till generallöjtnant, blev överbefälhavare för armén, en befattning, som han innehade till april 1893. Under denna tid utkämpades med lycklig utgång för britterna det så kallade tredje Burmakriget 1885-1889, men Roberts stora förmåga togs huvudsakligen i anspråk för indiska arméns omorganisation och tidsenliga utbildning, varpå han nedlade ett träget och även fruktbringande arbete. 1890 blev han general och adlades 1892 som baron Roberts. 1895 utnämndes han till fältmarskalk och överbefälhavare på Irland. När boerkriget i december 1899 tagit en för britterna olycklig vändning, anförtroddes åt Roberts överbefälet över brittiska stridskrafterna i Sydafrika.

## Boerkriget
Jämte sin generalstabschef general Kitchener anlände han i januari 1900 till Kapstaden och övertog befälet efter general Buller. Efter att ha undsatt Kimberley, i grund slagit boergeneralen Cronje vid Paardeberg, erövrat Oranjefristaten och besatt den viktigaste delen av Transvaal med Johannesburg och Pretoria återvände Roberts till England i december 1900. Efter hemkomsten upphöjdes han till earl Roberts, erhöll en tacksamhetsskrivelse av parlamentet jämte en nationalbelöning av 100 000 pound sterling. Tillika blev han (1901) överbefälhavare över brittiska armén, vilken befattning han innehade till 1904, då den indrogs.

## Slutet
Även efter avgången ur aktiv tjänst verkade han med aldrig tröttnande energi för härordningens utveckling och särskilt för införande av allmän värnplikt. Sina tankar i denna fråga framlade han i det mycket uppmärksammade arbetet Fallacies and facts (1911). Han avled under en resa för inspektion av de i Frankrike i kamp mot den tyska invasionsarmén stående indiska trupperna. Som härförare utmärkte sig Roberts i synnerhet för sin förmåga att genomskåda sin motståndares avsikter, sitt lugn och sin beslutsamhet även under brydsamma lägen samt för målmedvetenhet och energi vid fullföljandet av ett fattat beslut. Till sin natur vänlig och god samt anspråkslös i sitt uppträdande, åtnjöt han stor popularitet, särskilt bland trupperna, vilka benämnde honom med smeknamnet "Bobs" och var "färdiga att följa honom vart som helst". Roberts tilldelades Victoriakorset, Storbritanniens högsta utmärkelse för tapperhet i fält. Samma utmärkelse gavs postumt till Roberts son, Frederick Hugh Sherston Roberts, som stupade i Sydafrika 1899.
Av hans utgivna arbeten är, utom det ovannämnda, Forty-one years in India (1897) mest bekant.